# Barvni model RYB
Barvni model RYB je zasnovan s tremi dimenzijami: rdečo (angleško Red), rumeno (angleško Yellow) ter modro (angleško Blue). Uporablja se za mešanje pigmentov (odštevalno mešanje barve). 

## Lastnosti barvnega modela
Barvni model RYB se uporablja za mešanje pigmenta. Deluje na podoben način kot barvni model CMYK, ki ga uporabljajo tiskalniki. Barvni model RYB ima za svoje osnovne barve rdečo, rumeno in modro. Ker si te dimenzije v barvnem modelu RGB niso pravokotne, pretvorba iz RGB v RYB prinaša izgube. Izgube nastanejo zaradi lastnosti pigmenta, ki nekaterih valovnih dolžin ne odbija. RYB ne more na primer prikazati magente RGB(255, 0, 255), ter svetle zelene RGB(0, 255, 0). Pretvorba ni enostavna. Na lastnost, kakšen bo pigment po mešanju z drugim pigmentom, vpliva tudi vpadna svetloba, ki pada na predmet od katerega se odbije nekaj valovnih dolžin, nekaj pa se jih absorbira.

## Uporaba
Največ se uporablja v slikarstvu. Slikar mora poznati teorijo, na kakšen način se mešajo rdeča, rumena in modra. Tako lahko zmašajo dve primarni barvi (RYB) ter dobijo sekundarno barvo. Z mešanjem primarne in sekundarne barve pa se dobi odtenek med tema barvama.
V računalništvu se ne uporablja, saj ne premore toliko barvnih odtenkov kot barvni model RGB, ki je zasnovan z barvami svetlobe. Razlog pa je tudi v tem, da ekrani ne morejo prikazovati pigmentov ampak samo svetlobo. Navedena razloga sta privedla do tega, da se v računalništvu uporablja barvni model RGB in ne RYB.